# 霍洛內維奇
51°0′31″N 25°58′47″E / 51.00861°N 25.97972°E
霍洛內維奇（羅馬化：Kholonevychi）是烏克蘭的村落，位於該國西部沃倫州，由盧茨克區負責管轄，始建於1577年，面積3.23平方公里，海拔高度180米，2001年人口1,158，人口密度每平方公里358.62人。